# Reeuwijk
Reeuwijk è una località e un'ex-municipalità dei Paesi Bassi, facente parte della provincia di Olanda Meridionale e situata nella zona dei laghi di Reeuwijk (Reeuwijkse Plassen). Il comune autonomo, dal 1º gennaio 2011 si è fuso con quello di Bodegraven per formare il nuovo comune di Bodegraven-Reeuwijk.